# دموکراسی جفرسونی

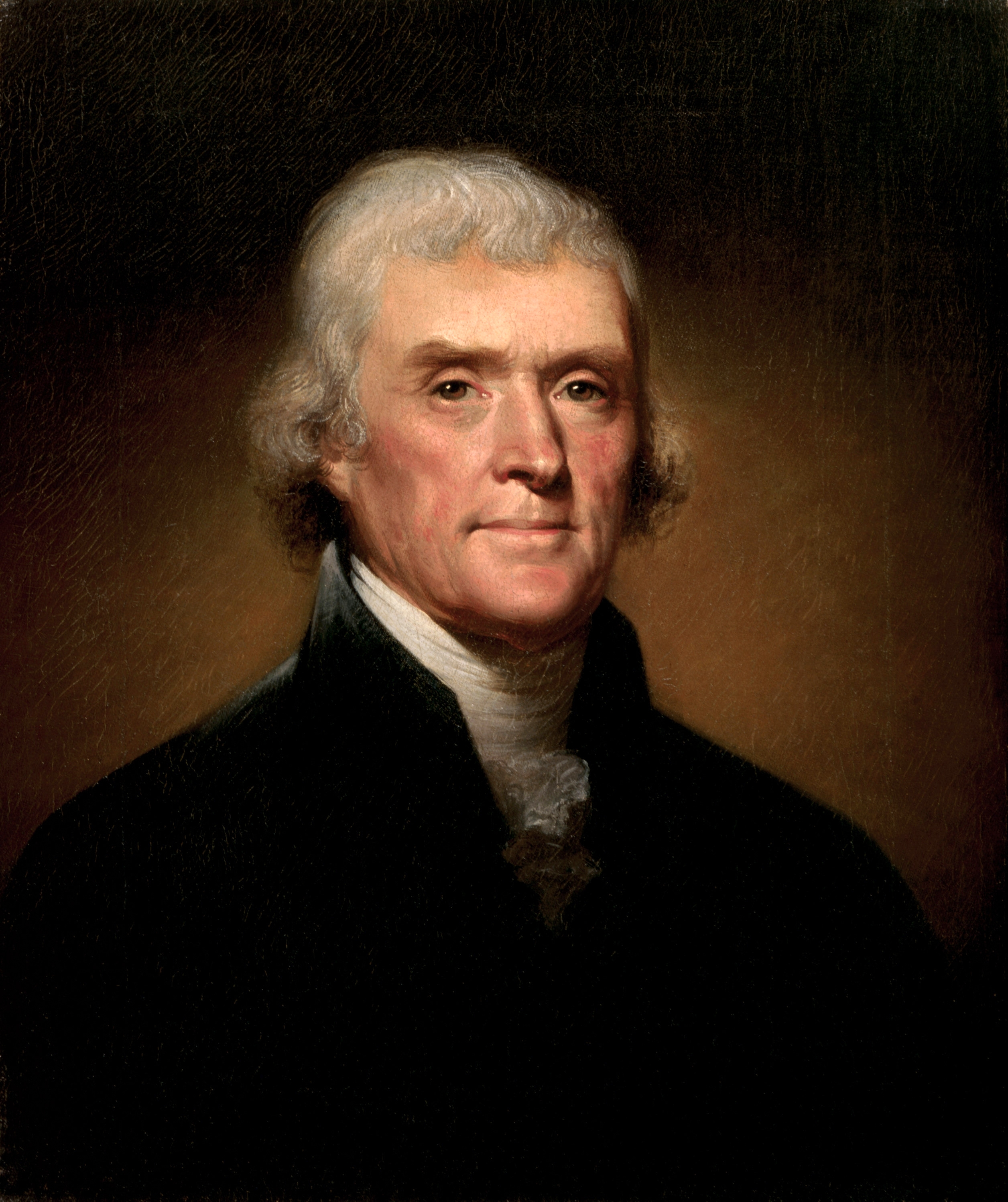
توماس جفرسون

دموکراسی جفرسونی (به انگلیسی: Jeffersonian democracy) یک سری اهداف سیاسی هستند که به افتخار توماس جفرسون نام گذاری شده‌اند. این اندیشه‌ها از ۱۸۰۰ تا اواسط ۱۸۲۰ در سیاست‌های آمریکا مطرح بودند و با دموکراسی جکسونی که بر دوره سیاسی بعد از ان حکفرما شده بود تفاوت دارد. مهم‌ترین چهره‌های آن توماس جفرسون و جیمز مدیسون و البرت گالاتین و جان رندولف اف روانوکه و ناتانیل باکن بودند.

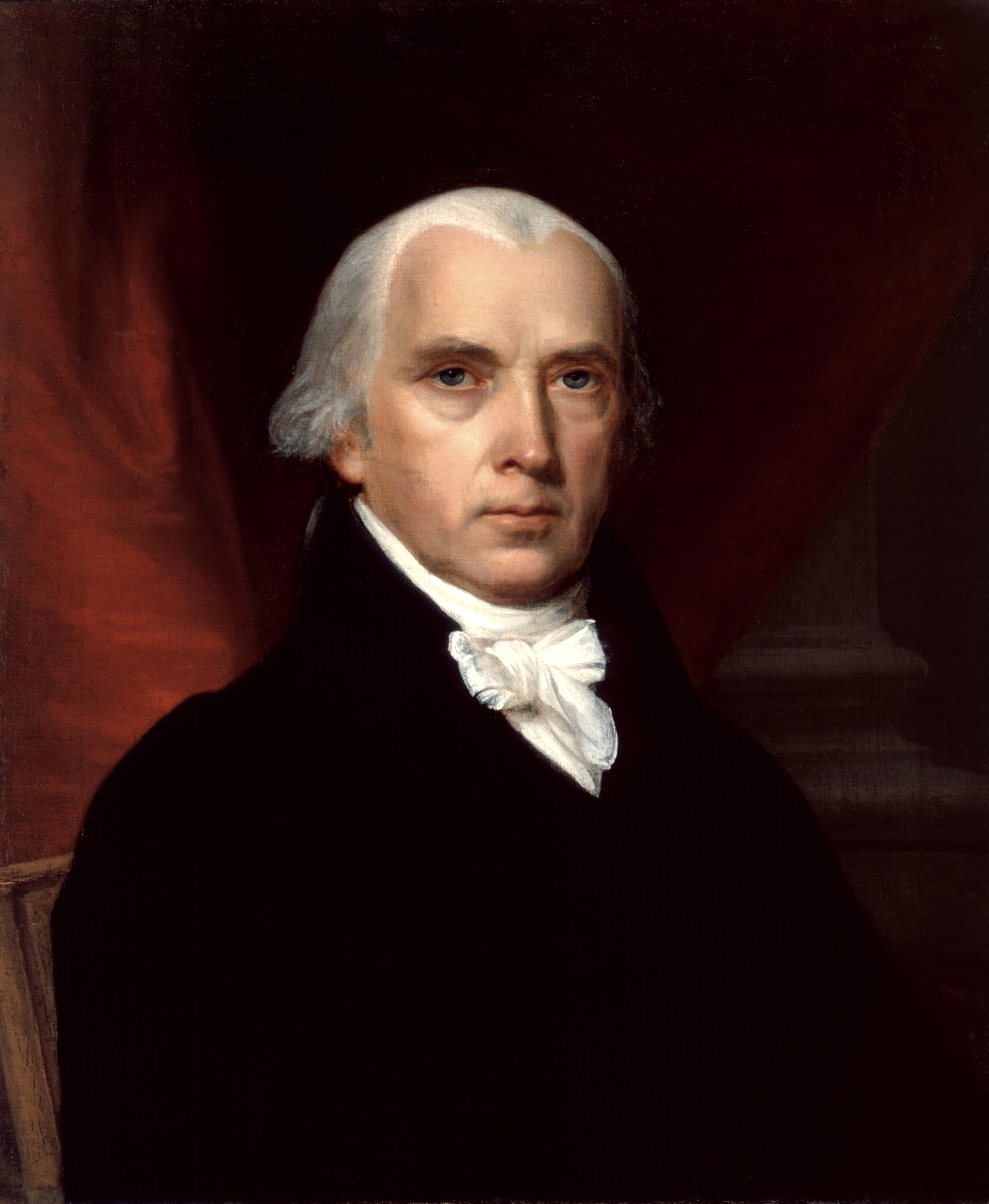
جیمز مدیسن

## ویژگی ها
مشخصه‌های اصلی آن به ترتیب زیر هسنتند (که جفرسونی‌ها در سخنرانی‌ها و تصویب‌های قوانین خود اظهار داشته‌اند).
- ارزش اصلی سیاست آمریکا مردم‌سالاری نمایندگی است و شهروندان وظیفه‌ای اجتماعی دارند تا به دولت کمک کرده و جلوی فساد و به خصوص سلطنت و اشرافیت را بگیرند.[۱]
- کشاورزی که در زمین خود کشت می‌کند بهترین نمونهٔ فضائل مدنی (civic virtue) و استقلال از تأثیرهای فاسدکنندهٔ شهر است. خط مشی سیاسی دولت باید به سود وی باشد. سرمایه‌گذاران و بانک‌دارها و صنعت گران شهرها را به گنداب فساد تبدیل می‌کنند و باید از آن‌ها اجتناب شود.[۲]
- آمریکایها وظیفه دارند که آنچه جفرسون امپراتوری آزادی خوانده‌است را گسترش دهند. اما باید از اتحادهای گرفتارکننده با دیگرکشورها بپرهیزد.[۳]
- دولت ملی یک احتیاج خطرناک است و با این که باید برای منفعت عمومی و محافظت و امنیت مردم و ملت و جامعه تأسیس شود ولی باید از نزدیک زیر نظر بوده و قدرتش محدود شود. اکثر ضد فدرالیستهای آمریکا به جفرسونی‌ها گراییدند.[۴]
- جمهوری‌خواهی معروف به مردم‌سالاری نمایندگی بهترین نوع دولت است و به دموکراسی نمایندگی احتیاج است تا از حکومت استبدادی و ظلم و ستم توسط اکثریت جلوگیری شود. همان‌طور که مدیسن در فدرالیست شمارهٔ ده خود شرح داده‌است.
- دیوار جدایی دین از سیاست بهترین روش برای آزاد نگهداشتن دین از مداخلهٔ دولت و همین‌طور دولتی آزاد از جدال‌های دینی و جلوگیری از فاسد شدن دین به دست دولت است.[۵]
- دولت فدرال حق تجاوز به حقوق اشخاص را ندارد. منشور حقوق ایالات متحده آمریکا ریشه و شاهد اصلی است. تحلیل‌های کنتاکی و ویرجینیا (نوشته‌شده در ۱۷۹۸ مخفیانه توسط جفرسون و مدیسن) این را اعلان می‌کنند.[۶][۷]
- آزادی بیان و آزادی مطبوعات بهترین روش برای جلوگیری از ظلم و ستم مردم توسط دولت خود آن‌ها هستند. تخلف فدرالسیت‌ها از این ایده از طریق اعمال بیگانه و آشوب‌طلب در سال ۱۷۹۸ به موضوعی مهم تبدیل شد.[۸]
- یک ارتش و نیروی دریایی آماده خطری برای آزادی هستند و باید با آن‌ها مقابله شود و بهتر است از تهدیدهای اقتصادی مانند تحریم استفاده شود.[۹]
- قانون اساسی ایالات متحده آمریکا برای مراقبت از آزادی مردم نوشته شده‌است. با دیدی سخت‌گیرانه باید این نحوهٔ نوشتن را در خاطر داشت. با این وجود هیچ جامعه‌ای نمی‌تواند یک قانون اساسی دائمی یا حتی یک قانون دائمی بسازد. زمین همواره به نسل زنده تعلق دارد.[۹]

## در آمریکای امروز
سیاست‌های دولت جورج بوش، توسط برخی صاحبنظران، متهم به دور شدن از ایده‌های مردم‌سالاری جفرسونی شده‌است.

## مطالعه بیشتر
- مشارکت‌کنندگان ویکی‌پدیا. «Jeffersonian democracy». در دانشنامهٔ ویکی‌پدیای انگلیسی، بازبینی‌شده در ۱۰ جون ۲۰۰۸.
- Banning, Lance. The Jeffersonian Persuasion: Evolution of a Party Ideology(1978)
- Brown; Stuart Gerry. The First Republicans: Political Philosophy and Public Policy in the Party of Jefferson and Madison (1954) online
- Stanley M. Elkins and Eric L. McKitrick. The Age of Federalism: The Early American Republic, 1788-1800 (1995)
- David C. Hendrickson and Robert W. Tucker. Empire of Liberty: the statecraft of Thomas Jefferson (1990)
- Vernon Parrington, Main Currents in American Thought (1927) v 2 online
- Onuf, Peter S. , ed. Jeffersonian Legacies. (1993).
- Merrill D. Peterson. The Jefferson Image in the American Mind (1960)
- Taylor, Jeff. Where Did the Party Go?: William Jennings Bryan, Hubert Humphrey, and the Jeffersonian Legacy (2006)
- Wilentz, Sean. The Rise of American Democracy: Jefferson to Lincoln (2005)
- Wiltse, Charles Maurice. The Jeffersonian Tradition in American Democracy (1935)